# Балакино (Горноуральський міський округ)
Бала́кино (рос. Балакино) — село у складі Горноуральського міського округу Свердловської області.
Населення — 233 особи (2010, 304 у 2002).
Національний склад станом на 2002 рік: росіяни — 97 %.